# JOKER×FACE
『JOKER×FACE』は、フジテレビ(関東ローカル)で2019年1月15日から3月19日まで放送されていたテレビドラマである。主演は松本穂香と松尾諭のダブル主演。動画配信チャンネルを運営する女性が、煌びやかな街の裏側に潜む深い闇の姿をあぶり出して配信していき、ターゲットに巧みな罠を仕掛けていくさまを描いていく。なお、2019年1月12日よりFODで先行配信されている。

## あらすじ
動画配信チャンネル「JOKER」を運営する流川は、会社から解雇されてお金に困っていた柳という男を誘い出し、動画制作の手伝いをさせることにした。流川の動画配信の拠点は若者の街である渋谷。煌びやかな表向きの姿とは対照的な深い闇の姿を映し出す街の裏側を映し出すのが流川の狙いである。その街の裏側にある深い闇の姿を映し出すために、柳を撮影役として現場に向かわせて、その現場を配信して多くの人間にコメントを発信させていく。さらにはそのターゲットに巧みな罠を仕掛けて楽しむ流川の真の目的とは一体何なのか。

## 登場人物
流川
演 - 松本穂香
柳浩平
演 - 松尾諭
レン
演 - 須藤蓮

### ゲスト
第1話・第2話
友里子（地下アイドル「純情、君に恋した。」メンバー） - 永尾まりや（第4話）
柴田（「純恋」のマネージャー） - 小松利昌
「純情、君に恋した。」メンバー - 穂村ゆうか、小鳩りあ（ENGAG.ING）
柳優花（浩平の娘） - 高橋沙和（第10話）
オヤジ狩り - 関哲汰、真田和輝
ナンパ男 - 三島涼
第3話・第4話
立花（老婆） - 梅沢昌代
立花正雄（その息子） - 丸山智己
立花沙織（その妻） - 伊藤ゆみ
バーベキューをしている家の主 - 佐藤祐一
第5話・第6話
由美（相席ラウンジに通う美女） - 柳ゆり菜
里紗（由美の友人でレンの彼女） - 木﨑ゆりあ
武田（ラウンジでの美人局被害者） - 前原滉 
相席ラウンジ店員 - 遠藤史也
第7話・第8話
アンナ / 柳明子（風俗嬢で浩平の妻） - 霧島れいか（第9話・第10話）
松田（出会い系サクラ業者社長） - 岡田義徳
川村（出会い系サクラ業者社員） - 須賀健太
甲本（出会い系のケツ持ちヤクザ） - 鈴木隆仁
タニザキ（甲本の連れ） - 谷充義
第9話・第10話
和田（ボッタクリバー店長） - 中尾暢樹
工藤優那（マッチングアプリで約束のバーに現れた自称23歳の女） - 小野莉奈
バーの強面の店員 - マフィア梶田
伊島空

## スタッフ
- 脚本 - 玉田真也
- メインテーマ - milet「Again and Again」（SME Records）[9]
- エンディングテーマ - milet「I Gotta Go」（SME Records）
- 音楽 - D.A.N.[9]
- 企画 - 村上正成、杉山剛
- 企画協力 - 加藤達也
- プロデュース - 櫻井雄一
- 演出 - スミス、山岸聖太、青木達也
- 制作 - ソケット
- 制作著作 - フジテレビ、ソニー・ミュージックエンタテインメント

## 放送日程
| 話数 | 放送日  | サブタイトル                                     | 演出 |
| ---- | ------- | ------------------------------------------------ | ---- |
| #1   | 1月15日 | 【検証】誰とでもヤる現役アイドル                 |      |
| #2   | 1月22日 | 【続･検証】誰とでもヤる現役アイドル              |      |
| #3   | 1月29日 | 【検証】オレオレ詐欺をやってみよう               |      |
| #4   | 2月 5日 | 【続･検証】オレオレ詐欺をやってみよう            |      |
| #5   | 2月12日 | 【検証】相席ラウンジでワンチャンいってみよう!    |      |
| #6   | 2月19日 | 【続･検証】相席ラウンジでワンチャンいってみよう! |      |
| #7   | 2月26日 | 【検証】出会い系サクラ業者に潜入!                |      |
| #8   | 3月 5日 | 【続･検証】出会い系サクラ業者に潜入!             |      |
| #9   | 3月12日 | 【検証】パパ活の罠にハマる?                      |      |
| #10  | 3月19日 | 【続・検証】パパ活の罠にハマる?                  |      |